# Исказни усмерени ациклични граф
Исказни усмерени ациклични граф je структура података која се користи да представи Булову функцију. Булова функција може бити представљена као коренски, усмерени ациклични граф у следећој форми:
- Листови су означени са {\displaystyle \top } (тачно), {\displaystyle \bot } (нетачно), или Буловом променљивом.
- Чворови који нису листови могу бити {\displaystyle \bigtriangleup } (логичко И), {\displaystyle \bigtriangledown } (логичко ИЛИ) и {\displaystyle \Diamond } (логичко НЕ).
- {\displaystyle \bigtriangleup }- и {\displaystyle \bigtriangledown }-чворови имају барем једно дете.
- {\displaystyle \Diamond }-чворови имају тачно једно дете.

Листови означени са {\displaystyle \top } ({\displaystyle \bot }) представљају константу Булове функције која је увек једнака 1 (0). Лист означен Буловом променљивом {\displaystyle x} се тумачи као задавање {\displaystyle x=1}, то јест, представља Булову функцију која је једнака 1 ако и само ако је {\displaystyle x=1}. Булова функција представљена са {\displaystyle \bigtriangleup }-чвором је она која је једнака 1, ако и само ако је Булова функција све његове деце једнака 1. Слично, {\displaystyle \bigtriangledown }-чвор представља Булову функцију која је једнака 1, ако и само ако је Булова функција бар једног детета једнака 1. Коначно, {\displaystyle \Diamond }-чвор представља комплементарну Булову функцију свог детета, то јест једнака је 1, ако и само ако је Булова функција његовог детета једнака 0.

## PDAG, BDD, и NNF
Сваки бинарни дијаграм одлуке (BDD) и свака негацијска нормална форма (NNF) су такође исказни усмерени ациклични граф са одређеним својствима. Следеће слике представљају Булову финкцију {\displaystyle f(x1,x2,x3)=-x1*-x2*-x3+x1*x2+x2*x3}:
|  |  |  |